# Trung pháo thất binh quá hà xa đối bình phong mã bình pháo đổi xe

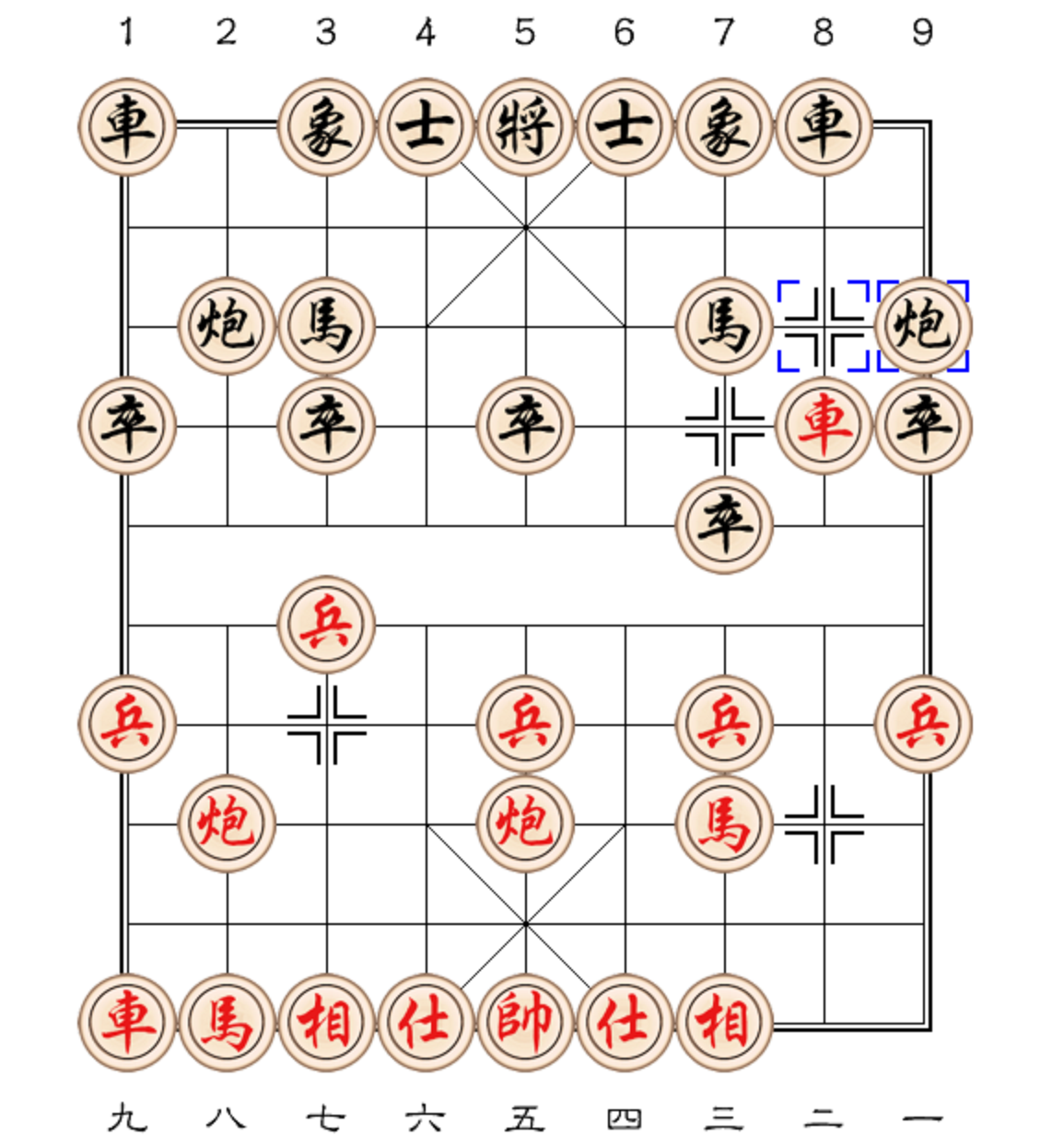
Hình trận trung pháo thất binh quá hà xa đối bình phong mã bình pháo đổi xe

Trung pháo thất binh quá hà xa đối bình phong mã bình pháo đổi xe trong Cờ tướng là dạng khai cuộc thuộc hệ thống Trung pháo đối bình phong mã, trong khai cuộc nay hai người chơi sẽ bắt đầu bằng những nước đi:
1. Pháo 2 bình 5, Mã 8 tiến 7
2. Mã 2 tiến 3, Xe 9 bình 8
3. Xe 1 bình 2, Mã 2 tiến 3
4. Tốt 7 tiến 1, Tốt 7 tiến 1
5. Xe 2 tiến 6. Pháo 8 bình 9

## Các biến con
|  |  |  |
|  |  |  |